# Ieoh Ming Pei
Ieoh Ming Pei (n. 26 aprilie 1917, Guangzhou, Republica Chineză – d. 16 mai 2019, New York City, New York, SUA) a fost un cunoscut și important arhitect american de origine chineză.

## Biografie
Pei a fost unul dintre arhitecții de succes ai secolului XX, având realizate adevărate opere ale arhitecturii moderne, folosind materiale precum sticla, piatra naturală, oțelul sau betonul pe care le-a pus în operă ca un adevărat cunoscător al gusturilor oamenilor secolului XX.
A emigrat în SUA în 1935 și a studiat la Institutul Tehnologic din Massachusetts și la Universitatea Harvard.
Printre cele mai cunoscute opere ale sale se pot aminti piramida de la Muzeul Luvru, din Paris, inaugurată în 1989, Centrul Național pentru cercetare atmosferică din Colorado, Luce Memorial Chapel, Tunghai, 1964, Clădirea Verde, Massachusetts, 1974, Clădirea de Est a galeriei naționale de artă, Universitatea și muzeul de artă din Bloomington, Indiana și Banca Chinei, Hong Kong.